# محسن نریمان
محسن نریمان (زادهٔ ۱۳۳۱ در بابل) قائم‌مقام وزیر راه و شهرسازی در امور استان‌ها است. نریمان در دوره‌های سوم و چهارم و ششم و هشتم مجلس شورای اسلامی نمایندهٔ حوزهٔ انتخابیهٔ بابل بوده‌است.
وی فارغ‌التحصیل از دانشگاه صنعتی شریف است و در انتخابات ریاست جمهوری سال ۹۶ رئیس ستاد روحانی در مازندران بود. وی پیش تر سمت‌های معاون عمرانی استانداری مازندران، استاندار خراسان شمالی، مدیرعامل شرکت آب و فاضلاب استان تهران را بر عهده داشت. مشاور وزرای نیرو و کشور و ریاست بنیاد مسکن انقلاب اسلامی، مدیرعامل شرکت عمران شهرهای جدید ایران، رئیس هیئت مدیره شرکت سازمان توسعه مسکن ایران، عضو اصلی هیئت مدیره شرکت هواپیمایی جمهوری اسلامی ایران و هیئت مؤسس و هیئت امنا دانشگاه علوم و فنون مازندران از دیگر سوابق او است.